# Maślak błotny

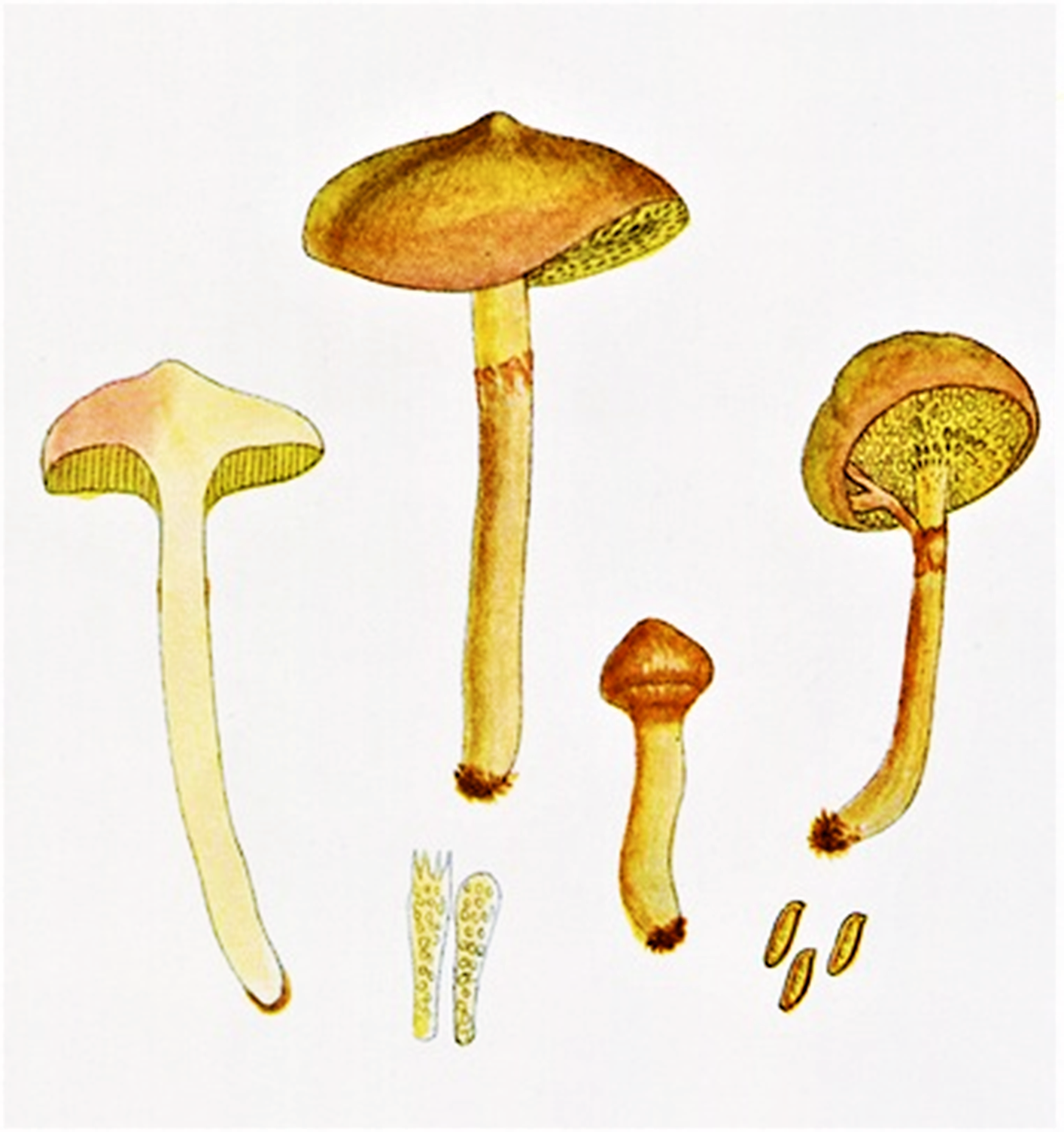

Maślak błotny (Suillus flavidus (Fr.) J. Presl) – gatunek grzybów z rodziny maślakowatych (Suillaceae). Grzyb jadalny.

## Systematyka i nazewnictwo
Pozycja w klasyfikacji według Index Fungorum: Suillus, Suillaceae, Boletales, Agaricomycetidae, Agaricomycetes, Agaricomycotina, Basidiomycota, Fungi.
Po raz pierwszy takson ten zdiagnozował w 1815 r. Elias Fries nadając mu nazwę Boletus flavidus. Obecną, uznaną przez Index Fungorum nazwę nadał mu w 1846 r. Jan Svatopluk Presl, przenosząc go do rodzaju Suillus.
Synonimy:
- Boletopsis flavidus (Fr.) Henn. 1898
- Boletopsis pulchella (Fr.) Henn., in Engler & Prantl 1898
- Boletus elegans var. pulchellus (Fr.) Rea 1922
- Boletus flavidus Fr. 1815
- Boletus pulchellus Fr. 1874
- Ixocomus flavidus (Fr.) Quél. 1888
- Suillus grevillei var. pulchellus (Fr.) Rea 1922[2].

Nazwę polską podał Władysław Wojewoda w 1999 r., przez Alinę Skirgiełło gatunek ten opisywany był też pod nazwą maślak żółtawy.

## Morfologia
Kapelusz
O średnicy 4–15 cm, początkowo prawie kulisty, później płaskołukowaty, w końcu poduchowaty, często z tępym garbem. Powierzchnia gładka lub nieco pomarszczona, o barwie od złotożółtej do złotopomarańczowej, przy brzegu jaśniejsza, w stanie wilgotnym bardzo śliska i błyszcząca.
Rurki
Początkowo zasłonięte białawożółtawą osłoną, czasami nieco zbiegające na trzon, początkowo żółte z okrągłymi porami, potem oliwkowożółte z kanciastymi porami. Pory tej samej barwy co rurki.
Trzon
Wysokość 5–12 cm, średnica do 2,5 cm, cylindryczny lub maczugowaty, pełny, z pierścieniem u góry. Nad pierścieniem cytrynowożółty, często z siateczką, pod pierścieniem żółtobrązowy.
Miąższ
W młodych owocnikach sprężysty i soczysty, w kapeluszach starszych miękki i wodnisty, a w trzonie włóknisty. Barwa cytrynowożółta, po przecięciu zmieniająca się na brudnoróżową. Smak i zapach przyjemny.
Wysyp zarodników
Oliwkowoochrowy. Zarodniki o średnicy 7–10 × 3–4 µm, gładkie, bladożółte.
Gatunki podobne
Podobny jest maślak żółty (Suillus luteus). Charakterystycznymi cechami echami maślaka błotnego są: śluzowaty, brązowy pierścień (u starszych okazów zanika), mniej lub bardziej widoczny
garbek na kapeluszu, dość duże pory i występowanie na podmokłych siedliskach (głównie na torfowiskach).

## Występowanie
Maślak błotny występuje na większości obszaru Europy, w Ameryce Północnej i Azji. W Polsce jest szeroko rozpowszechniony, głównie w północno-zachodniej i południowo-wschodniej części. Do 2020 r. podano 77 stanowisk. Znajduje się na Czerwonej liście roślin i grzybów Polski. Ma status E– gatunek wymierający, którego przeżycie jest mało prawdopodobne, jeśli nadal będą działać czynniki zagrożenia. W latach 1995–2004 objęty ochroną częściową, w latach 2004–2014 – ochroną ścisłą, a od 2014 – ponownie ochroną częściową.
Naziemny grzyb mykoryzowy żyjący w symbiozie z sosnami dwuigielnymi. Występuje na torfowiskach wysokich i przejściowych, w wilgotnych i bagiennych borach sosnowych z sosną zwyczajną i kosodrzewiną.